# كفر الحما (المنوفية)
كفر الحما إحدى قرى مركز أشمون التابع لمحافظة المنوفية بجمهورية مصر العربية.

## السكان
بلغ عدد سكان كفر الحما 11,114 نسمة، حسب الإحصاء الرسمي لعام 2006.